# Československá basketbalová liga 1952
La Československá basketbalová liga 1952 è stata la 24ª edizione del massimo campionato cecoslovacco di pallacanestro maschile. La vittoria finale è stata ad appannaggio dello Slavia Brno.

## Risultati

### Stagione regolare
|    | Squadra                   | G | V | P | PF  | PS  | Pt. | Qualificazione |
| -- | ------------------------- | - | - | - | --- | --- | --- | -------------- |
| 1. | Slavia Brno               | 7 | 6 | 1 | 422 | 350 | 12  |                |
| 2. | Pedagogická fakulta Praga | 7 | 6 | 1 | 407 | 347 | 12  |                |
| 3. | Spartak ZJŠ Brno          | 7 | 4 | 3 | 362 | 319 | 8   |                |
| 4. | Zdravotník Bratislava     | 7 | 4 | 3 | 336 | 334 | 8   |                |
| 5. | ATK Praga                 | 7 | 3 | 4 | 332 | 342 | 6   |                |
| 6. | Náuka Bratislava          | 7 | 2 | 5 | 308 | 367 | 4   |                |
| 7. | Státní FN Praga           | 7 | 2 | 5 | 288 | 381 | 4   |                |
| 8. | align=left                | 7 | 1 | 6 | 315 | 343 | 2   |                |

| Československá basketbalová liga 1952 |
| ------------------------------------- |
| Slavia Brno 1º titolo                 |

## Formazione vincitrice
| N° | Naz.                      | Ruolo | Sportivo         |  | Alt. |  |
| -- | ------------------------- | ----- | ---------------- |  | ---- |  |
|    | Cecoslovacchia (bandiera) |       | Jan Kozák        |  |      |  |
|    | Cecoslovacchia (bandiera) |       | Luboš Kolář      |  |      |  |
|    | Cecoslovacchia (bandiera) |       | Zdeněk Bobrovský |  | 186  |  |
|    | Cecoslovacchia (bandiera) |       | Radoslav Sís     |  |      |  |
|    | Cecoslovacchia (bandiera) |       | Grulich          |  |      |  |
|    | Cecoslovacchia (bandiera) |       | Touš             |  |      |  |
|    | Cecoslovacchia (bandiera) |       | Ševčík           |  |      |  |
|    | Cecoslovacchia (bandiera) | All.  | Lubomír Dobrý    |  |      |  |

## Fonti
- Ing. Pavel Šimák: Historie československého basketbalu v číslech (1932-1985), Basketbalový svaz ÚV ČSTV, květen 1985, 174 stran
- Ing. Pavel Šimák: Historie československého basketbalu v číslech, II. část (1985-1992), Česká a slovenská basketbalová federace, březen 1993, 130 stran
- Juraj Gacík: Kronika československého a slovenského basketbalu (1919-1993), (1993-2000), vydáno 2000, 1. vyd, slovensky, BADEM, Žilina, 943 stran
- Jakub Bažant, Jiří Závozda: Nebáli se své odvahy, Československý basketbal v příbězích a faktech, 1. díl (1897-1993), 2014, Olympia, 464 stran